# Bouchra Karboubi

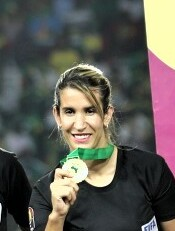
Bouchra Karboubi beim Finale des Afrika-Cups 2022

Bouchra Karboubi (* 15. Mai 1987) ist eine marokkanische Fußballschiedsrichterin.

## Werdegang
Seit 2016 steht sie auf der Liste der FIFA-Schiedsrichter und leitet internationale Fußballpartien.
Karboubi war bislang bei zwei Afrika-Cups im Einsatz. Beim Afrika-Cup 2018 in Ghana wurde Karboubi bei einem Gruppenspiel eingesetzt. Beim Afrika-Cup 2022 in Marokko leitete sie ein Gruppenspiel sowie das Viertelfinale zwischen Sambia und dem Senegal (1:1 n. V., 4:2 i. E.).
Am 14. Mai 2022 leitete Karboubi mit dem Finale des Marokkanischen Fußballpokals 2022 als erste weibliche Schiedsrichterin das Finale eines Männer-Wettbewerbs in Marokko und der Arabischen Welt.
Zudem war sie als Videoschiedsrichterin bei der U-20-Weltmeisterschaft 2022 in Costa Rica sowie als Schiedsrichterin bei der U-17-Weltmeisterschaft 2022 in Indien im Einsatz, bei welcher sie zwei Gruppenspiele leitete.
Im Januar 2023 wurde Karboubi für die Weltmeisterschaft 2023 in Australien und Neuseeland nominiert.

## Einsätze bei Turnieren

### Fußball-Weltmeisterschaft 2023
| Phase        | Datum         | Spielort | Heimmannschaft | Gastmannschaft | Ergebnis  |
| ------------ | ------------- | -------- | -------------- | -------------- | --------- |
| Gruppenphase | 22. Juli 2023 | Auckland | USA            | Vietnam        | 3:0 (2:0) |
| Gruppenphase | 31. Juli 2023 | Hamilton | Costa Rica     | Sambia         | 1:3 (0:2) |

### Olympisches Fußballturnier 2024
| Phase        |  | Datum         | Spielort      | Heimmannschaft | Gastmannschaft | Ergebnis  |
| ------------ |  | ------------- | ------------- | -------------- | -------------- | --------- |
| Gruppenphase |  | 25. Juli 2024 | Nantes        | Spanien        | Japan          | 2:1 (1:1) |
| Gruppenphase |  | 28. Juli 2024 | Saint-Étienne | Frankreich     | Kanada         | 1:2 (1:0) |
| Halbfinale   |  | 6. Aug. 2024  | Lyon          | USA            | Deutschland    | 1:0 n. V. |